# The Mindsweep
Albums de Enter Shikari
Live in the Barrowland
(2013) The Mindsweep: Hospitalised
(2015)
Singles
1. The Last Garrison
Sortie : 20 octobre 2014
2. Anaesthetist
Sortie : 5 janvier 2015

The Mindsweep est le quatrième album studio du groupe britannique de post-hardcore electro Enter Shikari publié le 19 janvier 2015 par leur label Ambush Reality.

## Classements
| Classement musical            | Meilleure position |
| ----------------------------- | ------------------ |
| Australie (ARIA)              | 19                 |
| Belgique (Flandre Ultratop)   | 117                |
| Pays-Bas (Mega Album Top 100) | 26                 |
| Royaume-Uni (UK Albums Chart) | 6                  |

## Liste des chansons
Toutes les paroles sont écrites par Roughton Reynolds, toute la musique est composée par Enter Shikari.
| No  | Titre                          | Durée |
| --- | ------------------------------ | ----- |
| 1.  | The Appeal & the Mindsweep I   | 4:50  |
| 2.  | The One True Colour            | 3:53  |
| 3.  | Anaesthetist                   | 2:55  |
| 4.  | The Last Garrison              | 3:42  |
| 5.  | Never Let Go of the Microscope | 4:02  |
| 6.  | Myopia                         | 4:10  |
| 7.  | Torn Apart                     | 3:54  |
| 8.  | Interlude                      | 0:56  |
| 9.  | The Bank of England            | 3:23  |
| 10. | There's a Price on Your Head   | 2:49  |
| 11. | Dear Future Historians...      | 6:28  |
| 12. | The Appeal & the Mindsweep II  | 3:40  |